# Sona Aslanova
Sona Aslanova (ur. 4 października 1924 w Baku, Azerbejdżańska SRR, zm. 9 marca 2011 w Los Angeles, Kalifornia, USA) – radziecka i azerska śpiewaczka operowa (sopran), pedagog i aktorka, Zasłużona Artystka ASRR.

## Życiorys
Ukończyła Akademię Muzyczną w Baku, a następnie została wykładowcą tej uczelni, gdzie uczyła śpiewu operowego. Brała udział w wielu koncertach radiowych i filmach zarówno jako śpiewaczka, jak i aktorka. Do jej najbardziej znanych ról operowych należą Nigar z Koroğlu, Asja z Arşın mal alan i Əsli z Əsli və Kərəm. Wszystkie te opery napisał Üzeyir Hacıbəyov, który pomagał artystce w początkach jej kariery.
Koncertowała w całym Związku Radzieckim. Współpracowała z takimi znanymi azerskimi śpiewakami jak Bülbül czy Rəşid Behbudov.
Od 1994 mieszkała w Stanach Zjednoczonych.

## Nagrody i odznaczenia
- 1956 – Zasłużona Artystka Azerbejdżańskiej SRR[1]
- 1959 – Order „Znak Honoru”[1]